# Исмаил Петра
Султан Исмаил Петра (Султан Исмаил Петра ибни Алмархум Султан Яхья Петра; анг. Sultan Ismail Petra ibni Almarhum Sultan Yahya Petra; 11 ноября 1949 года, Кота-Бару, Келантан, Малайская Федерация — 28 сентября 2019 года, Кота-Бару, Келантан, Малайзия) — представитель малайзийской монархической династии из рода Бугис, султан Келантана (1979—2010).

## Биография
Султан Исмаил Петра родился во дворце столицы Келантан городе Кота-Бару 11 ноября 1949 года. Он был младшим ребёнком и единственным сыном султана Яхья Петра. Султан Исмаил Петра получил начальное образование в колледже султана Исмаила в Кота-Бару, а затем получил специальное образование у частного репетитора английского языка в королевском дворце.
11 ноября 1967 Исмаил Петра получил титул Тенгку Махота и становится наследным принцем Келантана. 21 сентября 1975 он получил титул регента Келантана, когда его отец Султан Яхья Петра был избран Янг ди-Пертуан Агонг Малайзии.
29 марта 1979 года султан Яхья Петра умер. 30 марта султан Исмаил Петра становится Султаном Келантана. 30 марта 1980 года состоялась официальная коронация.
8 января 2002 года он был удостоен звания почетного доктора философии в области политических наук Университета Рамакхамхаенг (Таиланд).
14 мая 2009 года султан Исмаил Петра перенёс инсульт, возникли серьезные опасения по поводу его способности продолжать выполнять обязанности султана Келантана. Он проходил несколько курсов лечения в Сингапур. 13 сентября 2010 года по распоряжению Совета преемственности Келантана султаном становится старший сын Исмаила Петры  наследный принц Тенгку Мухаммед Фарис Петра. Однако адвокаты султана Исмаила Петры, подали ходатайство в Федеральный суд о признании акта о назначение нового султана Келантана недействительным, ссылаясь на конституцию. Федеральный суд не удовлетворил ходатайство адвокатов Исмаила Петры.
28 сентября 2019 года Имаил Петра скончался в королевской больнице города Кота-Бару. На похоронах присутствовало много важных гостей, в том числе Янг ди-Пертуан Агонг Малайзии Абдулла II.

## Семья
4 декабря 1968 года султан Исмаил Петра женился на Радже Перемпуан Тенгку Анис бинти Тенгку Абдул Хамид. В семье родилось четверо детей:
- Тенгку Мухаммад Фарис Петра (6 октября 1969 года) — 13 сентября 2010 года был назначен регентом, после того как у его отца был инсульт, а затем султаном Келантана
- Тенгку Мухаммед Файз Петра (20 января 1974 года)
- Тенгку Мухаммед Фахри Петра (7 апреля 1978 года)
- Тенгку Амалин Аишах Путри (26 июня 1984 года)[1].

## Примечание
1. 1 2  KELANT8. www.royalark.net. Дата обращения: 14 февраля 2020. Архивировано 29 января 2020 года.
2. ↑  Appointment of new Sultan of Kelantan challenged (Updated) | The Star Online. www.thestar.com.my. Дата обращения: 17 февраля 2020. Архивировано 17 февраля 2020 года.
3. ↑  Kelantan Sultan's father dies | The Star Online. www.thestar.com.my. Дата обращения: 17 февраля 2020. Архивировано 28 сентября 2019 года.